# Tmesisternus prasinatus
Tmesisternus prasinatus es una especie de escarabajo del género Tmesisternus, familia Cerambycidae. Fue descrita científicamente por Heller en 1914.
Habita en  Indonesia y Papúa Nueva Guinea. Esta especie mide 11-14 mm.